# Наґуркі (Підляське воєводство)
Наґуркі (пол. Nagórki) — село в Польщі, у гміні Пйонтниця Ломжинського повіту Підляського воєводства.
Населення — 174 особи (2011).
У 1975—1998 роках село належало до Ломжинського воєводства.

## Демографія
Демографічна структура станом на 31 березня 2011 року:
|          | Загалом | Допрацездатний вік | Працездатний вік | Постпрацездатний вік |
| -------- | ------- | ------------------ | ---------------- | -------------------- |
| Чоловіки | 83      | 14                 | 63               | 6                    |
| Жінки    | 91      | 25                 | 44               | 22                   |
| Разом    | 174     | 39                 | 107              | 28                   |